# Clafoutis

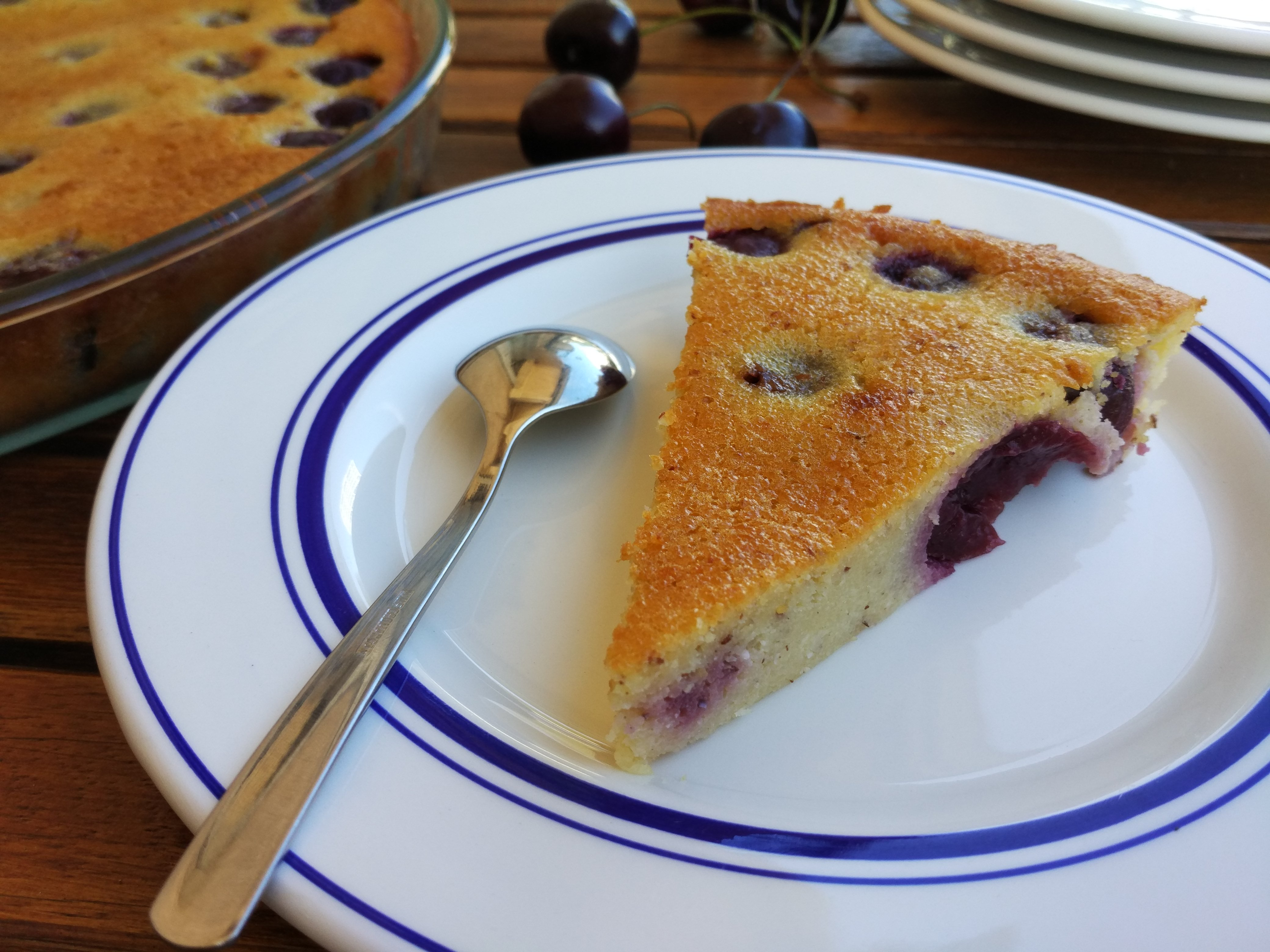
Clafoutis van kersen

Een clafoutis is een Frans gebak met kers dat als nagerecht wordt gegeten. Het wordt gemaakt met kersen, die worden overgoten met een beslag van eieren, melk, bloem en suiker. Sommige varianten bevatten ook gesmolten boter of room. Clafoutis wordt in de oven gebakken en lauw geserveerd. 
Omdat het beslag lijkt op pannenkoekenbeslag, lijkt de clafoutis op een dikke, gevulde pannenkoek.

## Limousin
De oorspronkelijke clafoutis, clafoutis aux cerises, die uit de Franse Limousin komt, heeft kersen met pit. Omdat ontpitte kersen meer vocht afgeven geeft clafoutis met ontpitte kersen niet hetzelfde resultaat. Bovendien geven de pitten extra smaak.

## Varianten
Varianten op de clafoutis die niet met kersen, maar met ander fruit worden gemaakt, worden flaugnarde genoemd. Doorgaans wordt het fruit gesnipperd in stukjes, even zo groot als de kersen in de clafoutis. Zoete varianten kunnen worden gemaakt met appel, perzik, pruim, banaan of blauwe bessen. Het is ook mogelijk om een hartige variant van de clafoutis te maken, bijvoorbeeld met spekjes, ui en champignons. Dit wordt dan echter niet meer als nagerecht gegeten.
Omdat het beslag voor het bakken nogal dun en vloeibaar is, wordt de clafoutis in een ovenschaal gebakken en niet in een springvorm.